# Yéla (musique)
Pour les articles homonymes, voir Yela.
Le Yeela est la musique principale des peuls et a été créé dans le Fouta-Toro par les nobles guerriers "Sebbe" ("Ceddo" au singulier.). C'est un ensemble de chants et de danses qui à l'origine animait les veillées d'armes. Il a été confié et légué aux ''awlubé'' (gawlo au singulier) ou griots dans la mesure où ils constituaient la caste chanteuse. La musique s'appelle Alamary mais dans presque tous les chants le mot yella revient dans les refrains.
Le Yeela est une des Musiques des Haal Pulaar, jadis elle était chantée par les femmes de l'aristocratie<<ceddo>>, pour faire vibrer les héros, ragaillardir les hommes. Le Yeela est une musique langoureuse et agréable qui retrace les faits d’armes et les épopées des guerriers, notables et érudits. Le Yeela peut dans certains cas servir de régulateur social en rapprochant les parties en conflit en chantant les louanges, en convoquant l’arbre généalogique et en rappelant les liens de sang d’individus, de familles ou de communautés en conflit.

## Instruments du Yeela
Il se joue avec des koumbaly (petites calebasses), kolly (guitares traditionnelles).

## Chanteurs de Yeela connus
- Samba Diop "Leele" (l'un des pionniers du Yeela)
- Baaba Maal
- Lamma Bineta Seck
- Boury Awloubé Sam
- Digui Kobara Seck
- Kanel Diop
- Mansour Seck
- Sabbé Mbaye
- Boudy Coumba Thiédel Seck
- Oumar Sanghott
- Binel Mboum